# Poteskeet
Poteskeet, pleme Algonquian Indijanaca s područja današnjeg okruga Currituck u Sjevernoj Karolini. Poteskeeti pripadaju široj, sada izumrloj skupini Weapemeoc. Bili su lovci i ribari na Currituck Sound i Currituck Banksu. Bili su jedno od posljednjih preživjelih Weapemeoc plemena. Prema Lawsonu (1860) njihova populacija (bez žena i djece) svedena je 1701. na 30 ratnika, od ukupno 40 koliko su imali svi Weapemeoci ukupno.